# Mała architektura

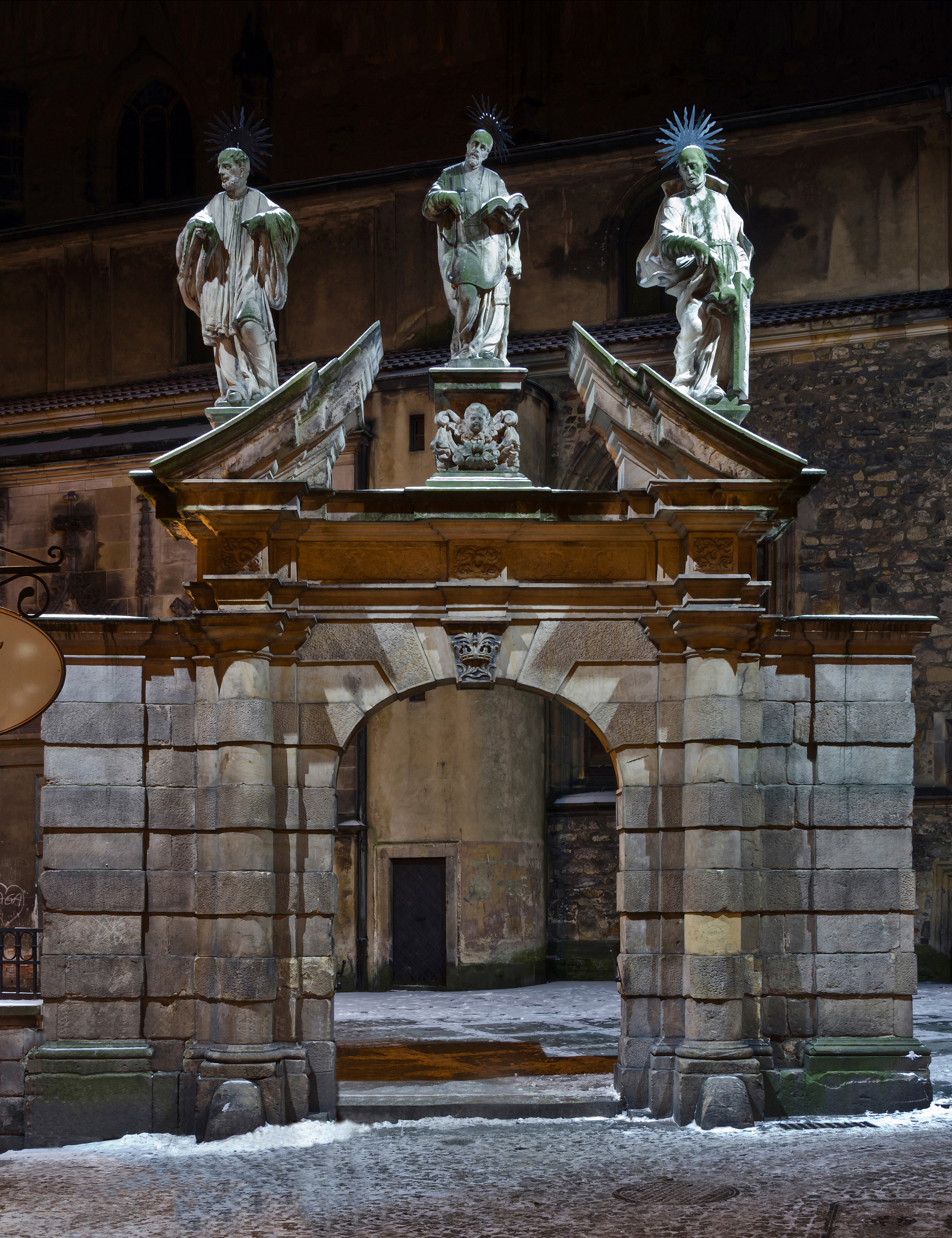
Brama z grupą rzeźbiarską w Kłodzku

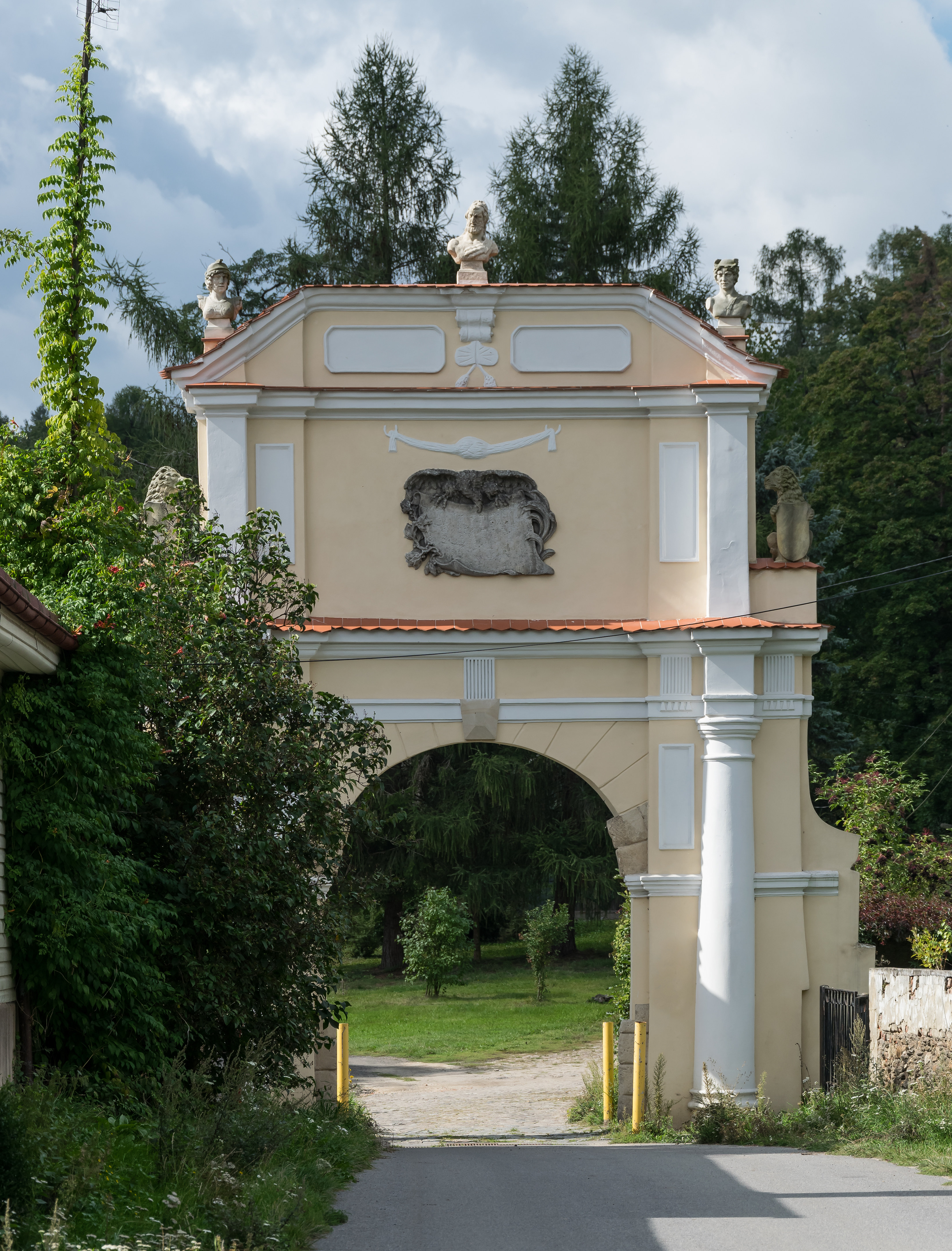
Brama do Zamku w Owieśnie

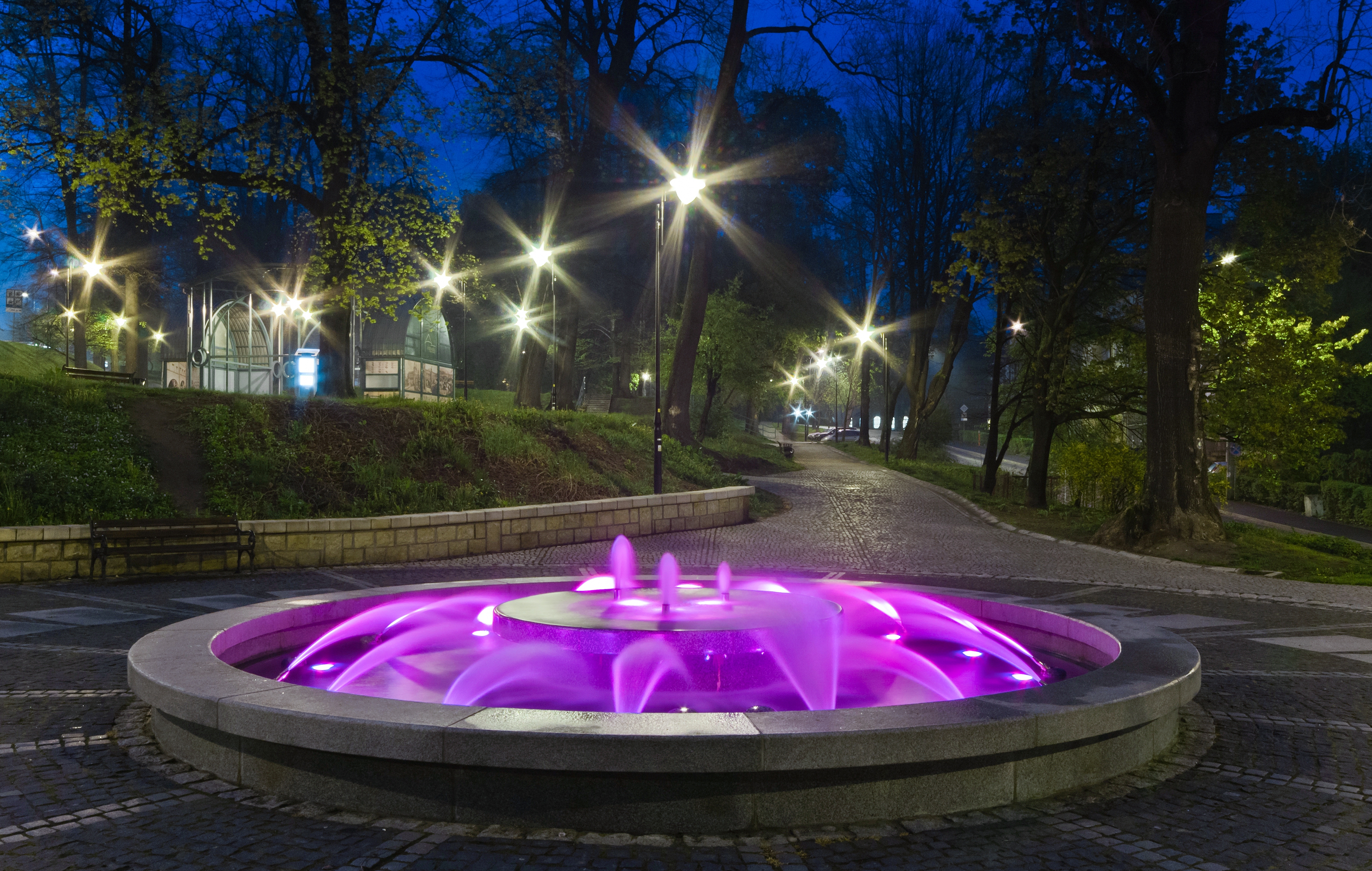
Fontanna w Kłodzku

Mała architektura (obiekt małej architektury) – zespół niewielkich obiektów budowlanych, wznoszonych w celu zagospodarowania terenu (działki budowlanej pod budownictwo jednorodzinne, wielorodzinne, miast, osiedli, zakładów pracy, parków, ogrodów itp.).
Podstawowe typy obiektów małej architektury:
- obiekty kultu religijnego, m.in.: kapliczka, krzyż przydrożny, figura
- obiekty architektury ogrodowej, takie jak: posąg, wodotrysk, pergola
- obiekty użytkowe – służące rekreacji codziennej, tj.: piaskownica, huśtawka, ławki i utrzymaniu porządku, m.in.: śmietnik, trzepak.